# 850年代
850年代（はっぴゃくごじゅうねんだい）は、西暦（ユリウス暦）850年から859年までの10年間を指す十年紀。

## できごと

### 850年
- 仁明天皇が譲位し、第55代文徳天皇が即位。

### 853年
- 唐の商人欽良暉漂着。

### 858年
- 文徳天皇が没し、第56代清和天皇が即位。
- 藤原良房が臣下としては初の摂政となる。